# Elaeocarpus bancroftii
Elaeocarpus bancroftii är en tvåhjärtbladig växtart som beskrevs av F. Müll. & Bailey. Elaeocarpus bancroftii ingår i släktet Elaeocarpus och familjen Elaeocarpaceae. Inga underarter finns listade i Catalogue of Life.